# Caproni Ca.135
Caproni Ca.135 là một loại máy bay ném bom hạng trung của Italy do Cesare Pallavicino thiết tại Bergamo. Nó bay lần đầu vào năm 1935, đưa vào trang bị của Không quân Peru năm 1937 và của Regia Aeronautica (không quân Italy) năm 1938.

## Biến thể
Ca.135 Tipo Spagna
7 chiếc lắp động cơ 746 kW (1.000 hp) Fiat A.80 R.C.41.
Ca.135 P.XI
Phiên bản ném bom hạng trung, lắp động cơ 746 kW (1.000 hp) Piaggio P.XI R.C.40.
Ca.135 Tipo Peru
Phiên bản xuất khẩu cho Peru, 6 chiếc lắp động cơ 671 kW (900 hp) Isotta Fraschini Asso XI R.C.40 Spinto.
Ca.135 bis/Alfa
1 chiếc lắp động cơ 1,044 kW (1 hp) Alfa Romeo 135 R.C.32 Tornado.
Ca.135 Raid
Một phiên bản tầm xa đặc biệt, lắp thùng nhiên liệu bổ sung và dùng động cơ 736 kW (987 hp) Isotta Fraschini Asso XI.
Ca 325
Một phát triển của Ca 135, lắp 2 động cơ 1,081 kW (1 hp) Isotta Fraschini Asso L.180 I.R.C.C.45, chỉ mới có mô hình.

## Quốc gia sử dụng
Hungary
- Magyar Királyi Honvéd Légierő (Không quân Hungaria)

 Ý
- Regia Aeronautica

 Perú
- Không quân Peru

 Tây Ban Nha
- Không quân Tây Ban Nha

## Tính năng kỹ chiến thuật (Ca.135 P.XI)
Italian Civil & Military Aircraft 1930-1945

### Đặc điểm riêng
- Tổ lái: 4/5
- Chiều dài: 14,38 m (47 ft 2 in)
- Sải cánh: 18,80 m (61 ft 8 in)
- Chiều cao: 3,40 m (11 ft 2 in)
- Trọng lượng rỗng: 6.051 kg (13.340 lb)
- Trọng lượng có tải: 9.548 kg (21.050 lb)
- Động cơ: 2 × Piaggio P.XI R.C.40, 746 kW (1.000 hp) mỗi chiếc

### Hiệu suất bay
- Vận tốc cực đại: 273 km/h (170 mph; 147 kn)
- Vận tốc hành trình: 349 km/h; 189 kn (217 mph)
- Tầm bay: 1.199 km; 647 nmi (745 mi) tới 1.242 mi (1.999 km)
- Trần bay: 6.500 m (21.325 ft)
- Vận tốc lên cao: 5,75 m/s (1.132 ft/phút)

### Vũ khí
- 3 súng máy Breda-SAFAT 12,7 mm (0.500 in)
- 1.474 kg (3.250 lb) bom